# Verkhneïe Miatchkovo
Verkhneïe Miatchkovo (Ве́рхнее Мя́чково; Miatchkovo Supérieur) est un village en Russie dans le raïon de Ramenskoïe (oblast de Moscou) sur la rive gauche de la Moskova en face de la confluence avec la Pakhra et de son village jumeau Nijneïe Miatchkovo (Miatchkovo Inférieur). Il se trouve à 16 km de l'anneau autoroutier de Moscou et à 16 km à l'ouest de la ville de Ramenskoïe. L'autoroute fédérale M5 (Oural), ou chaussée de Riazan, s'étend à côté, ainsi que l'aérodrome de Miatchkovo. Il est à une altitude de 146 mètres.

## Histoire
Le village est devenu fameux au XIVe siècle pour ses carrières d'extraction de « pierre blanche » (calcaire). Il est mentionné en 1453 dans le testament de Sophie Viktorovna, épouse du prince Basile Dmitrievitch (fils de Dimitri Donskoï).

## Population
Le recensement de 2010 mentionne 618 habitants dont 302 hommes et 316 femmes; mais la population a depuis fortement augmenté avec la construction de résidences secondaires pour les Moscovites et les citadins de Ramenskoïe.

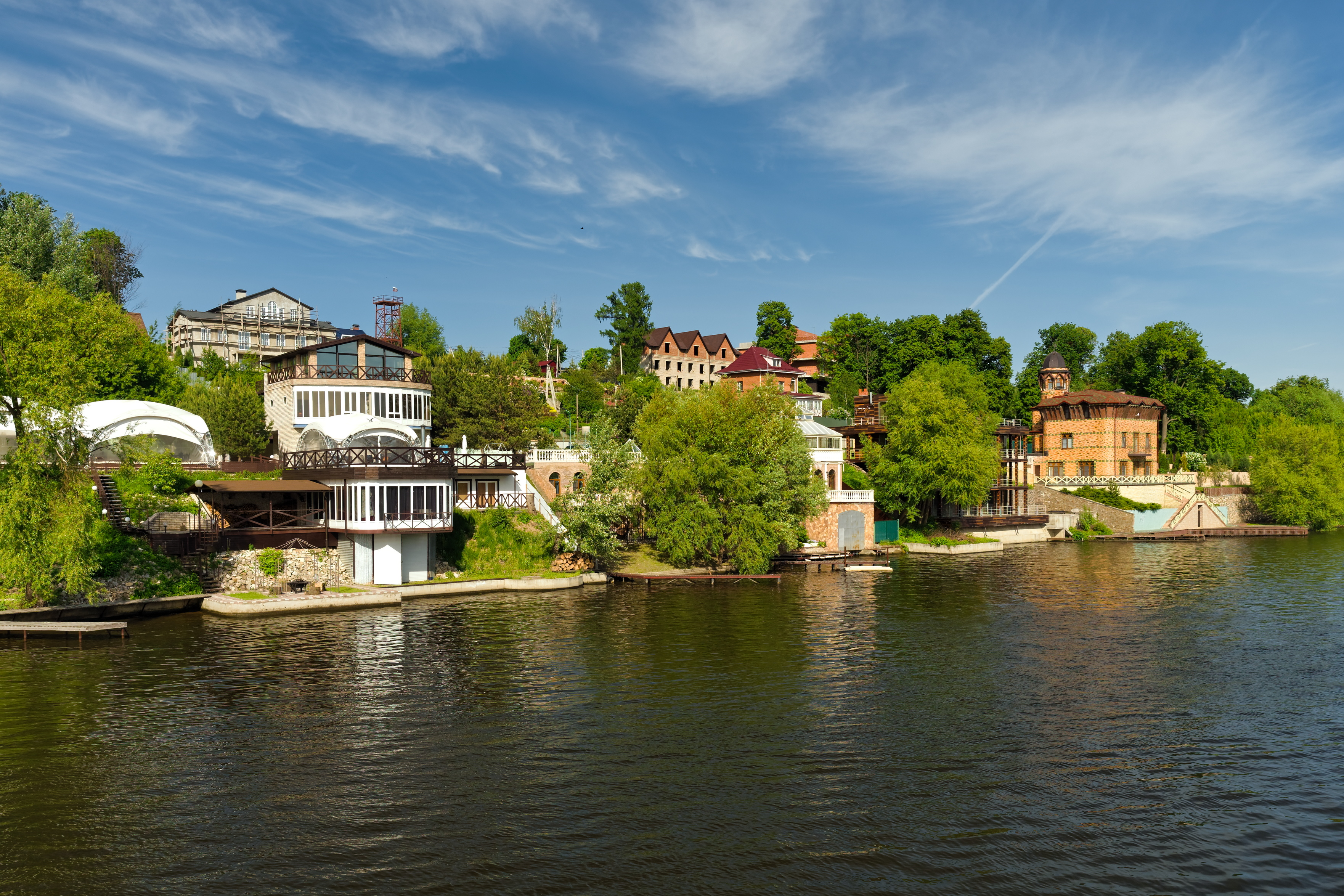
Résidences secondaires au bord de la Moskova à Verkhneïe Miatchkovo.

## Lieux à visiter
Verkhneïe Miatchkovo possède une église du XVIIIe siècle, l'église de la Nativité-de-la-Mère-de-Dieu, construite en pierre calcaire locale avec un haut clocher à trois niveaux. Elle n'a pas été fermée pendant la période soviétique et a donc conservé son remarquable décor intérieur. La trapeznaïa et les absides latérales datent de 1847.

Vue de l'église de Verkhneïe Miatchkovo.

Le village est prisé par les Moscovites qui font construire des villas cossues au bord de la Moskova.